# Кузьменко Андрій Павлович
Кузьменко Андрій Павлович - (нар. 22 жовтня 1977 - 10 грудня 2015) офіцер СБУ, служив в спецпідрозділі "Альфа", загинув від російських диверсантів під час штурму Київської квартири. Посмертно нагороджений орденом Богдана Хмельницького III ступеня.

## Життєпис
Полковник Кузьменко Андрій Павлович народився 22 жовтня 1977 року в м. Києві.
У листопаді 1999 року зарахований на військову службу у СБ України.
З січня 2004 року проходив військову службу у Головному управлінні «А» СБ України (ЦСО «А» СБУ). У службовій кар’єрі пройшов шлях від оперативного співробітника до заступника начальника відділу ЦСО «А» СБУ.
Брав участь у спеціальних операціях з фізичного захоплення особливо небезпечних озброєних злочинців та припинення тяжких злочинів, захисту учасників кримінального судочинства та членів їх сімей. Двічі брав участь у миротворчих місіях, у складі спеціальної групи здійснював заходи із забезпечення безпеки Посольства України в Республіці Ірак та охороні дипломатичних осіб України.
Як досвідчений офіцер, Кузьменко від одним із перших у липні 2014 року брав участь у антитерористичній операції, у тому числі у заходах на території, підконтрольній бойовикам, супроводжував колони в зоні АТО. Під час виконання бойових завдань проявляв високі професійні якості, особисту відвагу, оперативність, мужність та самовідданість.
10 грудня 2015 року у Києві Кузьменко Андрій на чолі групи бійців «Альфи» брав участь у спецоперації із затримання членів терористичного угруповання, які готували серію диверсійних актів в Україні, у тому числі у столиці. Під час збройного опору злочинців він закрив собою колег від куль та врятував життя дитині, яка перебувала на той момент у приміщенні. За іншою версією, яку озвучив колишній співробітник спецпідрозділу "Альфа" Андрій Дубовик, групу спецназу використовували "втемну", для вирішення певних політичних питань.

## Нагороди
За особисту мужність і самопожертву під час виконання спеціального завдання Указом Президента України від 11.12.2015 р. полковника Кузьменка Андрія Павловича нагороджено орденом Богдана Хмельницького III ступеня (посмертно). 
За зразкове ставлення до виконання службових обов’язків та досягнуті позитивні результати в роботі неодноразово заохочувався керівництвом СБУ та ЦСО «А». Нагороджений 5 медалями, нагрудним знаком «За відвагу», відомчими заохочувальними відзнаками «Хрест Доблесті» ІІ ступеня та «Вогнепальна зброя».
Він герой для своїх дітей.

## Вшанування пам'яті
10 грудня 2018 р. в Національній Академії Служби безпеки України відбулося вшанування пам'яті загиблого офіцера Андрія Кузьменка. В каплиці на території академії СБУ, Перший заступник голови СУВД протоієрей Тарас Мельник, священик Андрій Тищенко та диякон Сергій Педько за участі особового складу Навчально-наукового інституту контррозвідувальної діяльності відправили панахиду за загиблим Андрієм. Також присутні вшанували пам'ять Андрія хвилиною мовчання.
Вшановується в меморіальному комплексі «Зала пам'яті», в щоденному ранковому церемоніалі 10 грудня.